# Raspberry Pi
Raspberry Pi (читається як Ра́збері па́й; буквально: укр. малиновий пиріг) — одноплатний комп'ютер, розроблений британським фондом Raspberry Pi Foundation. Головне призначення — сприяти вивченню базових комп'ютерних навичок школярами.
У жовтні 2013 розробники оголосили про продаж більше двох мільйонів цих плат, що закріпило за Raspberry Pi звання найпопулярнішої платформи для ентузіастів.

## Опис
Raspberry Pi побудований на системі-на-чипі (SoC) Broadcom BCM2835, яка включає в себе процесор ARM із тактовою частотою 700 МГц, графічний процесор VideoCore IV, і 512 чи 256 мегабайтів оперативної пам'яті. Жорсткий диск відсутній, натомість використовується SD карта. Така апаратна начинка дозволяє відтворювати відео формату H.264 в роздільній здатності 1080p, і запускати комп'ютерні ігри на зразок Quake III Arena.
Ініціатором проекту Raspberry Pi є британський благодійний фонд Raspberry Pi Foundation. Комп'ютер планувався як пристрій для навчання дітей програмуванню, однак здобув популярність і в інших сферах — зокрема, на його основі роблять домашні медіацентри. Найдешевший Raspberry Pi постачається без корпуса і має вигляд плати розміром з кредитну карту. Плата важить 45 грамів. У комп'ютері задіяно 700-мегагерцовий процесор на архітектурі ARM; присутній роз'єм для навушників і слот для карти пам'яті. Молодша (A) і старша (B) моделі Raspberry Pi відрізняються об'ємом оперативної пам'яті (256 і 512 мегабайтів відповідно) і кількістю USB-портів (один проти двох). Крім цього, у старшої моделі є роз'єм Ethernet 10/100, а молодша споживає на третину менше енергії.
Старша модель Raspberry Pi надійшла в продаж в кінці лютого 2012 року за ціною 35 доларів США. У лютому 2013 в продаж у Європі надійшла молодша модель комп'ютера Raspberry Pi вартістю 25 доларів США. Комп'ютери Raspberry Pi можна придбати у дистриб'юторів RS Components та element14. З лютого 2012 року було реалізовано понад мільйон пристроїв.

### Операційні системи
Для Raspberry Pi випущено спеціалізований дистрибутив Linux, Raspbian OS (заснований на дистрибутиві Debian) і магазин застосунків Pi Store, де є як платні, так і безплатні програми. Серед іншого Raspberry Pi використовує веббраузер Iceweasel та KOffice, які постачаються в комплекті. Офіційна мова програмування для навчання — Python.
В лютому 2022 року офіційна операційна система для комп'ютерів Raspberry Pi — Raspberry Pi OS, вийшла зі статусу бета-версії для 64-бітних платформ (arm64). Були зроблені офіційні релізи для всіх Pi 3, 4, та Zero 2.
На початку 2020 року Canonical випустила Ubuntu Server 20.04 Focal Fossa з офіційною підтримкою Raspberry Pi 4. Згодом, в жовтні того ж року, підтримку Raspberry Pi 4 було додано для користувацького варіанту операційної системи Ubuntu, версії 20.10 Groovy Gorilla.

## Модифікації

### Огляд
За час існування проекту було випущено модифікації:
| Версія | Дата початку продаж | Процесор                            | Частота | Ядер | ОЗП    | GPIO     | USB                                     | Ethernet          | WiFi                                       | Bluetooth | Ціна         |
| ------ | ------------------- | ----------------------------------- | ------- | ---- | ------ | -------- | --------------------------------------- | ----------------- | ------------------------------------------ | --------- | ------------ |
| A      | Лютий 2013          | ARM1176JZ-F                         | 700 МГц | 1    | 256 МБ | 26 пінів | 1 порт                                  |                   |                                            |           | $20          |
| A+     | Листопад 2014       | ARM1176JZ-F                         | 700 МГц | 1    | 256 МБ | 40 пінів | 1 порт                                  |                   |                                            |           | $25          |
| B      | Квітень 2012        | ARM1176JZ-F                         | 700 МГц | 1    | 512 МБ | 26 пінів | 2 порти                                 | Так (100 Мбіт/с)  |                                            |           | $35          |
| B+     | Червень 2014        | ARM1176JZ-F                         | 700 МГц | 1    | 512 МБ | 40 пінів | 4 порти                                 | Так (100 Мбіт/с)  |                                            |           | $30          |
| 2B     | Лютий 2015          | ARM Cortex-A7                       | 900 МГц | 4    | 1 ГБ   | 40 пінів | 4 порти                                 | Так (100 Мбіт/с)  |                                            |           | $35          |
| Zero   | Листопад 2015       | ARM1176JZ-F                         | 1 ГГц   | 1    | 512 МБ | 40 пінів | 1 порт                                  |                   |                                            |           | $5           |
| 3B     | Лютий 2016          | ARM Cortex-A53 x64                  | 1,2 ГГц | 4    | 1 ГБ   | 40 пінів | 4 порти                                 | Так (100 Мбіт/с)  | 802.11n                                    | 4.1       | $35          |
| 3B+    | Березень 2018       | ARM Cortex-A53 x64                  | 1,4 ГГц | 4    | 1 ГБ   | 40 пінів | 4 порти                                 | Так (~300 Мбіт/с) | двосмуговий 2.4/5 ГГц 802.11b/g/n/ac Wi-Fi | 4.2       | $35          |
| 4B     | Червень 2019        | Broadcom BCM2711 ARM Cortex-A72 х64 | 1,5 Ггц | 4    | 1-8 ГБ | 40 пінів | 2 × USB 3.0 та 2 × USB 2.0 порти типу А | Так (1000 Мбіт/с) | 2,4 ГГц та 5,0 ГГц IEEE 802.11ac           | 5.0       | $35+         |
| 400    | Листопад 2020       | Broadcom BCM2711 ARM Cortex-A72 х64 | 1,8 Ггц | 4    | 4 ГБ   | 40 пінів | 2 × USB 3.0 та 1 × USB 2.0 порти типу А | Так (1000 Мбіт/с) | 2,4 ГГц та 5,0 ГГц IEEE 802.11b/g/n/ac     | 5.0, BLE  | $70 або $100 |
| 5      | Жовтень 2023        | Broadcom BCM2712 ARM Cortex-A76 x64 | 2,4 ГГц | 4    | 4/8 ГБ | 40 пінів | 2 × USB 3.0 та 2 × USB 2.0 порти типу А | Так (1000 Мбіт/с) | 2,4 ГГц та 5,0 ГГц IEEE 802.11b/g/n/ac     | 5.0, BLE  | 60$ або 80$  |

### 3B+
Основною відмінністю від попередньої версії стало використання потужнішого процесора з робочою частотою 1,4 ГГц (4-ядерний ARM Cortex-A53), двосмугового модуля WiFi з підтримкою 802.11ac, Bluetooth 4.2, швидший модуль Ethernet та можливість живлення через нього (PoE), поліпшені можливості завантаження із PXE/USB накопичувачами, поліпшені температурні характеристики.
Модуль Ethernet був оновлений зі 100 Мб/c до, фактично, Gigabit Ethernet, але оскільки він під'єднаний до системи через USB 2.0, швидкість передачі даних обмежена 300 Мб/c. Попри це, виміри показали, що швидкість передачі даних і через Ethernet порт, і через WiFi помітно зросла в порівнянні з Raspberry Pi 3 версії.
Оперативна пам'ять — це LPDDR2 SDRAM з розміром 1 ГБ. Єдиний варіант зберігання — SD-карта на слоті Micro SD.
Є два дисплейні виходи — повнорозмірний порт HDMI для зовнішнього монітора або проєктора та MIPI (DSI), який можна використовувати з Raspberry Pi 7-дюймовим сенсорним екраном. На аудіо виходи — є стандартний 3,5 мм стерео джек або виведення звуку через HDMI.  Плата має 40-контактний з'єднувач багатофункціонального введення/виведення GPIO, до складу якого входять дискретні (цифрові) сигнали, інтерфейси I2C, SPI та UART, а також апаратне та програмне забезпечення генерації сигналу ШІМ.  Також доступні шпильки для живлення 5V та 3.3V. Плата може живитися через роз'єм microUSB або піни GPIO. Номінальна напруга живлення — 5В.
Система зберегла порти USB версії 2.0, порти версії 3.0 відсутні як і в попередньої версії комп'ютера.
В серпні 2018 року компанія Raspberry Pi Trading випустила модуль Raspberry PI POE HAT для Raspberry Pi версії 3B+. Цей модуль сумісний зі стандартом 802.3af та здатен живити під'єднану плату електричною енергією потужністю до 15 Ват.

### 4B

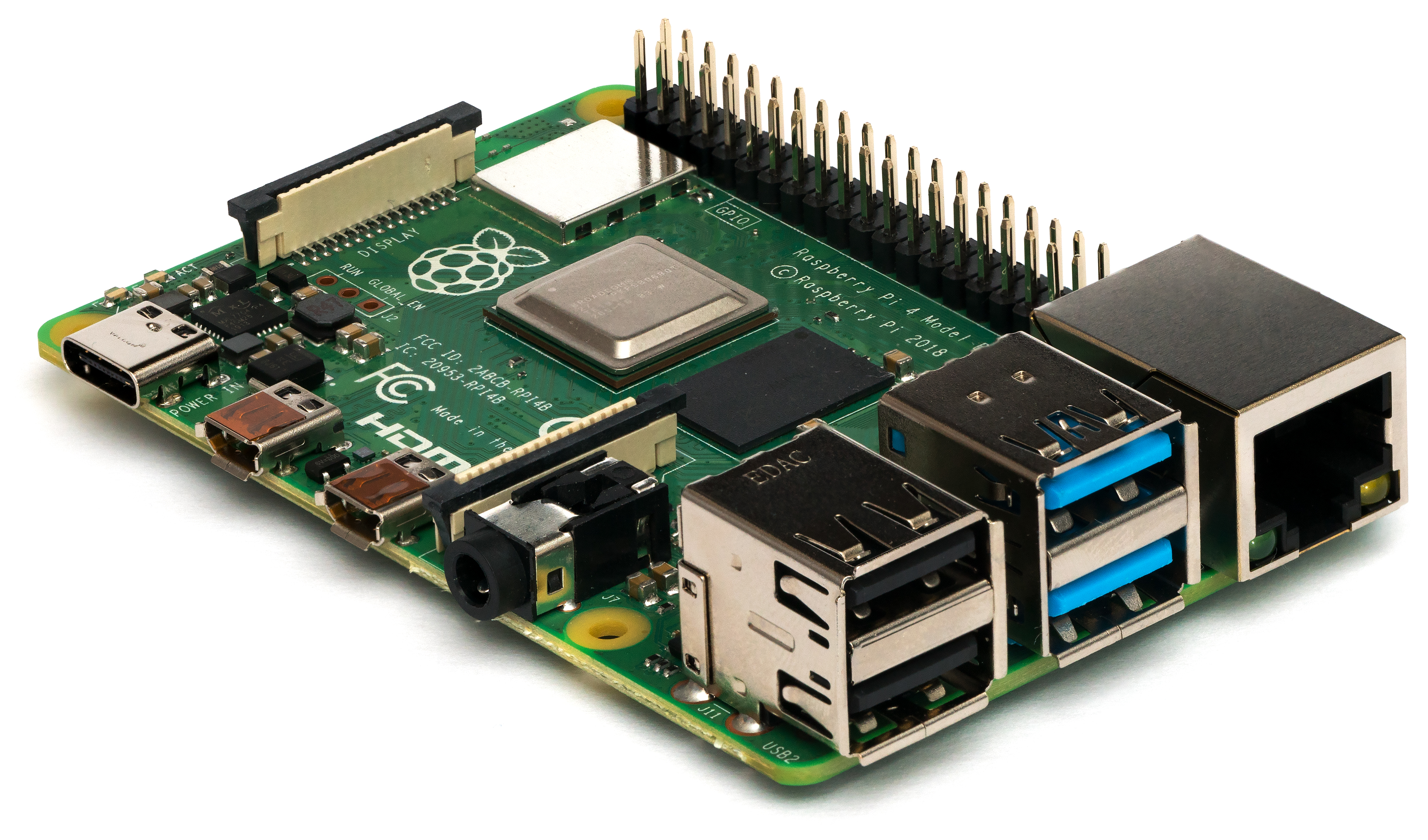
Raspberry Pi 4 Model B

Модель Raspberry Pi 4B була представлена 23 червня 2019 року. Попри збережені габарити попередньої серії (85,6 мм × 56,5 мм), в решті система зазнала істотних змін. Серед іншого, нове розташування кріплень та портів вводу-виведення робить нову серію несумісною з корпусами від попередньої серії. Проте, була збережена сумісність з платами розширення від попередньої серії.
Нова серія побудована на основі системи на кристалі (SoC) BCM2711 в якій використаний чотирьох ядерний процесор 1.5GHz ARM Cortex-A72 з тактовою частотою 1,5 ГГц, виготовлений за технологічним процесом 28 нм.
Цей мікропроцесор має підтримку стандартного ARM GIC (Generic Interrupt Controller), що істотно пришвидшує роботу систем віртуалізації.
Підтримка Wi-Fi лишилась на рівні стандарту 802.11ac, але на відміну від попередньої серії додана підтримка Bluetooth версії 5.0.
Четверта серія доступна в трьох конфігураціях оперативної пам'яті: 1, 2, та 4 ГБ ОЗУ стандарту LPDDR4. в червні 2020 року була випущена модель з 8 ГБ ОЗУ.
На відміну від попередньої серії, мережевий адаптер Gigabit Ethernet тепер працює на повну пропускну здатність, та не обмежений 300 Мбіт/с шлюзу USB 2.0 в третій серії.
Як і попередня серія, Raspberry Pi 4B підтримує технологію живлення через Ethernet (PoE) з встановленням додаткової плати розширення.
Замість одного порту HDMI нова серія має два порти micro-HDMI. Здатна виводити сигнал в форматі HDMI 2.0 4K@60 Гц на один монітор, або 4K@30 Гц на два монітори, програвати відео в форматі 4K.
Завдяки наявному в системі прискорювачу VideoCore 6 новий комп'ютер буде здатен відтворювати відео в форматі H.265 та 4K@60 кадри на секунду.
Живлення системи забезпечує порт USB Type-C. Однак, розробники системи припустились помилки й перші партії мають адаптер порту не повністю відповідний стандарту USB Type-C. Через це можуть виникати проблеми з деякими стандартними кабелями.

### Raspberry Pi 400

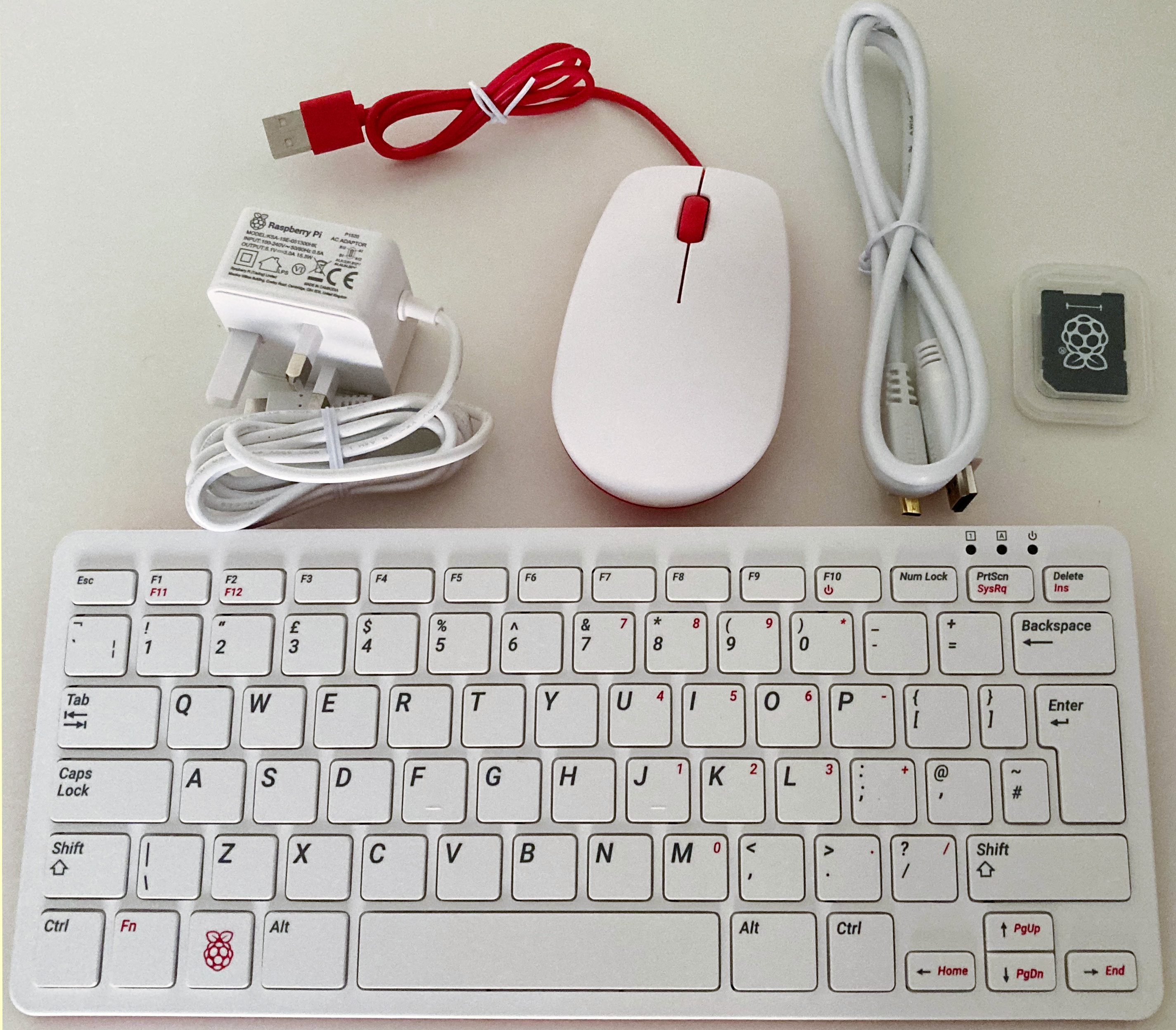
Комплект поставки Pi 400

Модель Raspberry Pi 400 була представлена 2 листопада 2020 року. Ця модель основана на Raspberry Pi 4B з 4 ГБ оперативної пам'яті, але має трохи швидший центральний процесор: Broadcom BCM2711 4-ядерний ARM Cortex-A72 (ARM v8) 64-bit SoC з тактовою частотою 1,8 ГГц.
Було запропоновано два варіанти цієї моделі: власне сам обчислювальний модуль, орієнтовною вартістю 70 доларів США, та цей же модуль вбудований у спеціальний корпус — клавіатуру. Як взірець для такого форм-фактору послужили «класичні» мікрокомп'ютери — BBC Micro, ZX Spectrum, Commodore Amiga та інші.
З тильного боку клавіатури розташовані роз'єми: 40-піновий роз'єм вводу-виводу загального призначення, слот для карток microSD, два порти micro-HDMI, роз'єм живлення USB-C, два порти USB 3.0 тип-А та один порт USB 2.0 тип-A, Gigabit Ethernet, замок Kensington.

### Raspberry Pi Pico

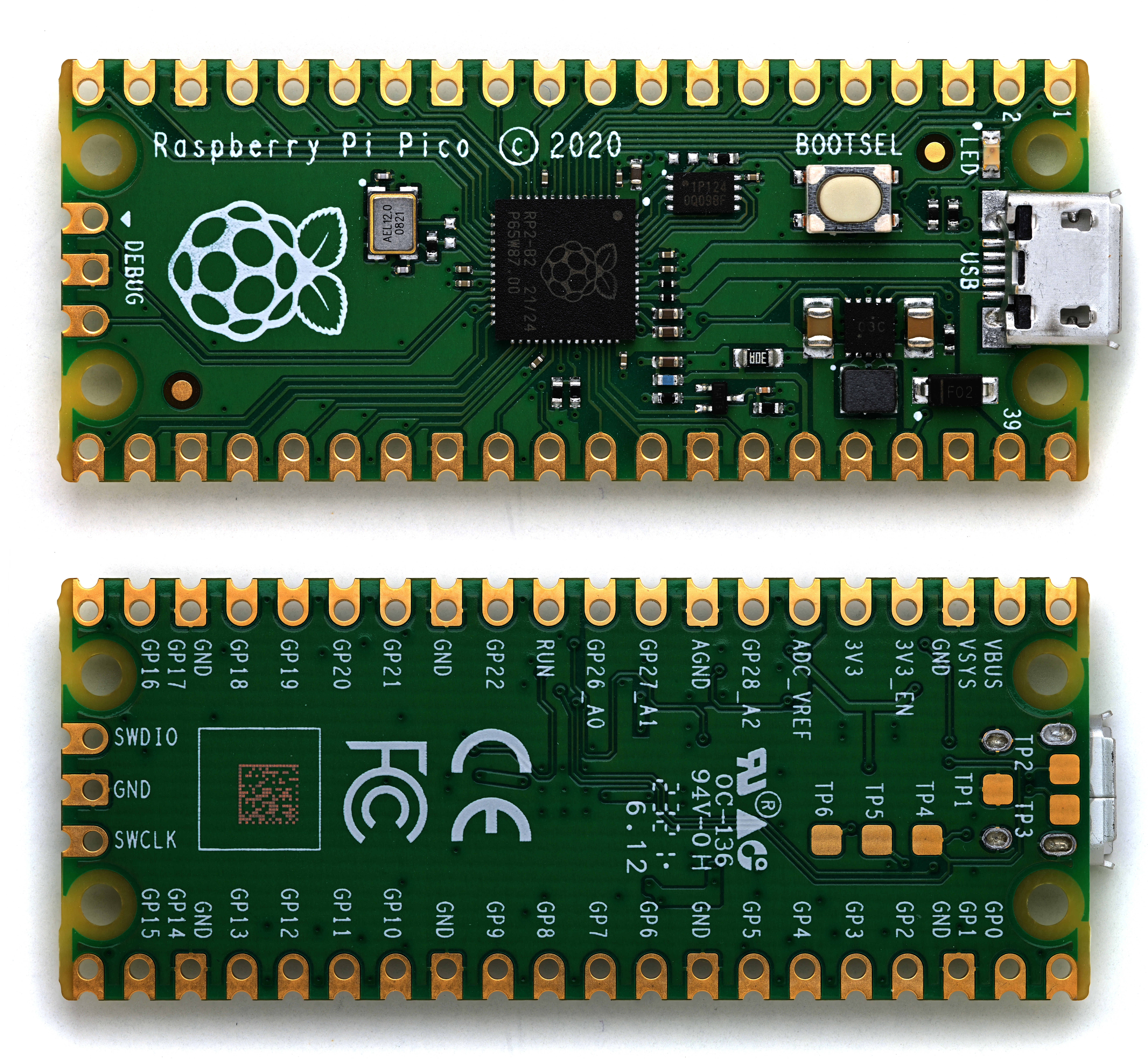
Нижня та верхня сторони Raspberry Pi Pico

21 січня 2021 року було представлено мікроконтролер Raspberry Pi Pico. Він побудований на основі 2-х ядерного мікропроцесора RP2040 архітектури ARM з тактовою частотою 133 МГц. Має 264 КБ ОЗУ, 26 пінів (контактів) введення-виведення (із них 3 — аналогових піна введення), порт мікро-USB та датчик температури. На платі відсутня підтримка як WiFi, так і Bluetooth. Орієнтовна ціна системи — 4 долара США.
Система має 2 МБ флеш пам'яті. Її можна програмувати із використанням MicroPython, CircuitPython, та C. Фонд Raspberry Foundation розпочав співпрацю з Adafruit,
Pimoroni, Arduino та Sparkfun для створення периферійних пристроїв та інших аксесуарів для Raspberry Pi Pico та інших мікроконтролерів побудованих на основі чіпа RP2040.

### Raspberry Pi Zero 2 W

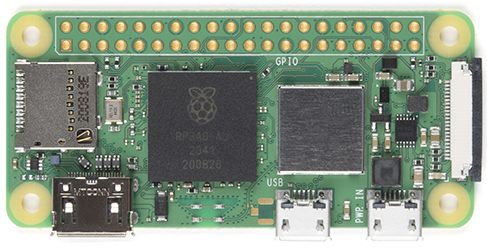
Raspberry Pi Zero 2 W

Представлене 28 жовтня 2021 року оновлення представленого п'ять років до того варіанту Raspberry Pi Zero. Основна відмінність від попередника — використання мікропроцесора від Pi 3, але при тому габарити і кріплення плати залишились майже без змін.
Тобто, замість 1-ядерного мікропроцесора ARM11 з тактовою частотою 1 ГГц, нова модифікація має 4-ядерний мікропроцесор Broadcom BCM2710A1 на основі системи Cortex A53, який також має тактову частоту 1 ГГц. Завдяки цьому, швидкодія для деяких багатопотокових застосунків може зрости вп'ятеро.
Zero 2 W має 512 МБ оперативної пам'яті, підтримує Wi-Fi стандарту 2.4 ГГц 802.11n та Bluetooth 4.2, один порт HDMI та два порти мікро-USB (один для живлення, інший для обміну даними) та слот microSD.
Орієнтовна вартість нового комп'ютера — 15 доларів США.

### Raspberry Pi 5
Модель Raspberry Pi 5 була анонсована 28 вересня 2023 і планують випустити в жовтні 2023. Нова серія побудована на основі системи на кристалі (SoC) BCM2712 в якій використаний чотирьох ядерний процесор ARM Cortex-A76 з тактовою частотою до 2,4 ГГц, виготовлений за технологічним процесом 16 нм. Габарити такі сами, що і у попередників (85,6 мм × 56,5 мм).
П‘ята серія буде доступна в двух конфігураціях оперативної пам‘яті: 4 і 8 ГБ LPDDR4X-4267. Для виведення зображення є два порти micro-HDMI, заявлено підтримку 4K-дисплеїв з частотою оновлення 60 Гц та HDR.

## Обладнання
Обладнання Raspberry Pi розвивалося у декілька етапів, які містять різноманітні можливості пам'яті та підтримки периферійних пристроїв.

### Процесор
Raspberry Pi 2B використовує 32-розрядний чотирьохядерний процесор ARM Cortex-A7 900 МГц. Broadcom BCM2835 SoC, що використовується в першому поколінні Raspberry Pi, включає процесор ARM11 76JZF-S з частотою 700 МГц, графічний процесор VideoCore IV (GPU), та оперативну пам'ять. Він має кеш рівня 1 (L1) 16 Кб, а кеш рівня 2 (L2) 128 Кб. Кеш-пам'ять 2 рівня використовується насамперед графічним процесором. SoC складається під мікросхему оперативної пам'яті, тому його майже не видно. 1176JZ (F) -S — це той самий процесор, що використовується в оригінальному iPhone, хоча і з вищою тактовою частотою, і сполучається з набагато швидшим GPU.
Рання модель V1.1 Raspberry Pi 2 використовувала Broadcom BCM2836 SoC з 32-розрядним чотириядерним процесором ARM Cortex-A7 з частотою 900 Мгц, з 256 Кбайт обмінювався кеш-пам'яттю L2. Raspberry Pi 2 V1.2 був оновлений до Broadcom BCM2837 SoC з 64-розрядним чотирьохядерним процесором ARM Cortex-A53 з частотою 1,2 ГГц, тією самою SoC, яка використовується на Raspberry Pi 3, але розібрана (за умовчанням) до тієї ж частоти процесора з частотою 900 МГц, що й V1.1. BCM2836 SoC більше не виробляється на кінець 2016 року.
Raspberry Pi 3+ використовує Broadcom BCM2837B0 SoC з 64-розрядним чотирьохядерним процесором ARM Cortex-A53 з частотою 1,4 ГГц, з 512 Кбайт обмінюється кеш-пам'яттю L2.

### Продуктивність

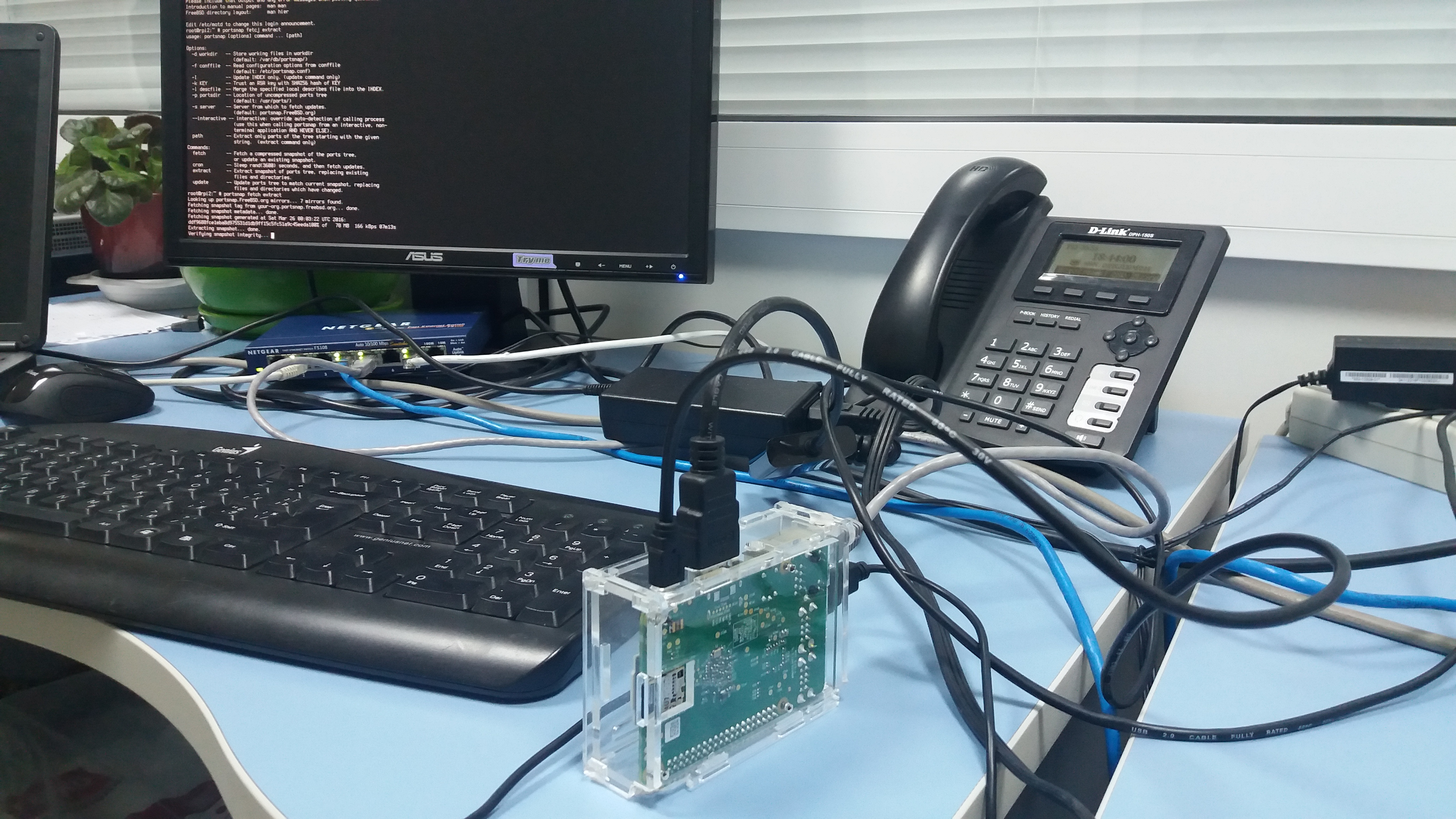
Тестування Asterisk встановленої на Raspberry Pi

Під час роботи на частоті 700 МГц за умовчанням Raspberry Pi забезпечила реальну продуктивність, приблизно еквівалентну 0,041 GFLOPS. На рівні ЦП продуктивність аналогічна Pentium II 300 МГц 1997-99. GPU забезпечує 1 Gpixel/s або 1.5 Gtexel/s обробки графіки або 24 GFLOPS загальної обчислювальної продуктивності. Графічні можливості Raspberry Pi приблизно еквівалентні продуктивності Xbox 2001 року.
Raspberry Pi 2 V1.1 включала в себе чотирьохядерний процесор Cortex-A7, що працює на частоті 900 МГц та 1 Гб оперативної пам'яті. Він був описаний в 4-6 разів сильніше, ніж його попередник. GPU був ідентичним оригіналу. У паралельних тестах, Raspberry Pi 2 V1.1 може бути в 14 разів швидше, ніж Rapberry Pi 1 модель B +.
Raspberry Pi 3, з чотирьохядерним процесором ARM Cortex-A53, характеризується десятикратною продуктивністю Rasbperry Pi 1. Тестові показники показали, що Raspberry Pi 3 приблизно на 80 % швидше за Raspberry Pi 2 у паралельних завданнях.

### Розгін
Більшість систем з чипом Raspberry Pi можуть бути розігнані до 800 МГц, а деякі — до 1000 МГц. Є повідомлення про те, що Raspberry Pi 2 може бути розгін, в крайньому випадку, навіть до 1500 МГц (відкидаючи всі функції безпеки та обмеження надвисокої напруги). У дистрибутиві Raspbian Linux параметри розгону під час завантаження можуть бути виконані за допомогою програмної команди, яка запускає «sudo raspi-config» без скасування гарантії. У цих випадках Пі автоматично вимикає розгін, якщо температура чипа досягає 85 ° С (185 ° F), але можна перевищити параметри автоматичного перевантаження та розгону (скасування гарантії); для захисту мікросхем від серйозного перегріву потрібен радіатор.
Новіші версії мікропрограми містять можливість вибору між п'ятьма попередніми налаштуваннями розгону («turbo»), які, коли вони використовуються, намагаються максимально підвищити продуктивність SoC, не погіршуючи термін служби плати. Це робиться шляхом контролю температури ядра чипу та завантаження ЦП, а також динамічної регулювання тактових частот та напруги ядра. Коли потреба низька частота ЦП, або плата занадто нагріта, продуктивність зменшується, але якщо процесор має багато чого зробити, а температура чипу прийнятна, продуктивність тимчасово збільшується з тактовою частотою до 1 ГГц у залежнсті від плати та який з параметрів turbo використовується.
Сім вихідних налаштувань для розгону:
- none; АЦП 700 МГц, ядро 250 МГц, SDRAM 400 МГц, 0 перенапруження
- modest; 800 МГц ARM, 250 МГц ядро, 400 МГц SDRAM, 0 перенапруження,
- medium; ARM 900 МГц, ядро 250 МГц, SDRAM 450 МГц, 2 перенапруги,
- high; ARM 950 МГц, ядро 250 МГц, SDRAM 450 МГц, 6 перенапружень,
- turbo; 1000 МГц ARM, 500 МГц ядро, 600 МГц SDRAM, 6 перенапружень,
- Pi 2; 1000 МГц ARM, 500 МГц ядро, 500 МГц SDRAM, 2 перенапруження,
- Pi 3; ARM 1100 МГц, ядро 550 МГц, SDRAM 500 МГц, 6 перенапружень. У системній інформації швидкість процесора буде виглядати як 1200 МГц. При холостому ході швидкість знижується до 600 МГц.[35][36]

У найвищому (turbo) пресеті частота SDRAM спочатку була 500 МГц, але це пізніше було змінено на 600 МГц, тому що 500 МГц іноді призводить до пошкодження SD-карти. Одночасно в режимі високого рівня тактова частота основної частоти була знижена з 450 до 250 МГц, а в середньому — від 333 до 250 МГц.
Raspberry Pi Zero працює на частоті 1 ГГц.
Процесор на платі Raspberry Pi першого та другого поколінь не потребував охолодження, наприклад, радіатора або вентилятора, навіть коли він розігнаний, але Rapberry Pi 3 може генерувати більше тепла при розгоні.

## Розробка

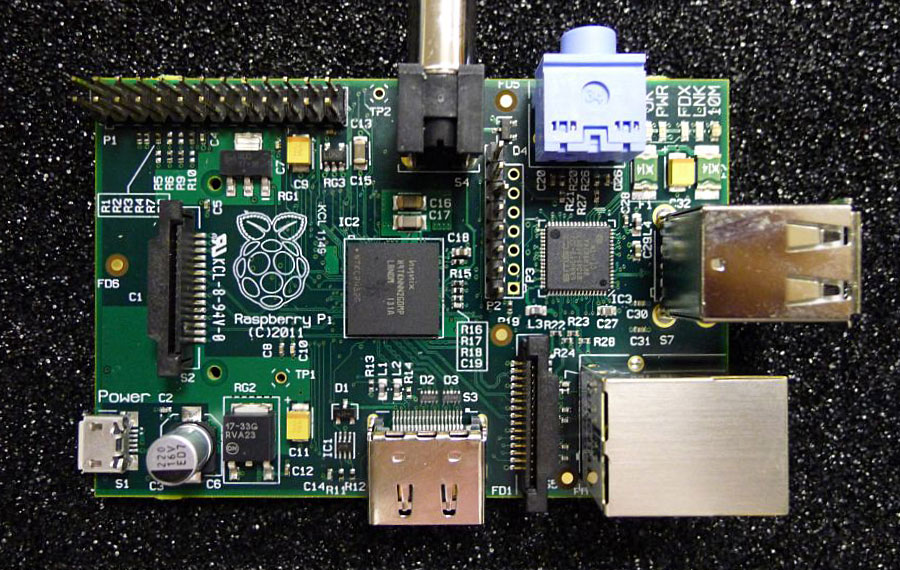
Прототип плати Raspberry Pi B

Розробка пристроїв здійснюється Фондом Raspberry Pi Foundation, благодійною організацією, зареєстрованою Комісією з благодійності. Фонд було засновано 5 травня 2009 року в місті Калдекот, Південний Кембриджшир, Великої Британії Його метою є «заохочення вивчення інформатики та суміжних наук, особливо на рівні школи, і знову зробити вивчення комп'ютерної науки цікавим» Серед відомих засновників фонду: Дейвід Брейбен, Джек Ланг, Піт Ломас, Роберт Маллінс, Алан Майкрофт і Ебен Аптон Подкаст з інтерв'ю з Ебеном Аптоном було представлено в червні 2011 року. Рання версія прототипа цього комп'ютера була розміром з USB флеш-накопичувач, і мала порт USB на одній стороні та порт HDMI на іншій.
Прототип плати, зроблений 2006 року, використовував Atmel ATmega644. Мікроконтролер Atmel ATmega644, який працює на 22,1 MHz з 512 К ОЗП, було замінено на процесор ARM11 700 МГц з 256 MB SDRAM. Фонд зробив схеми цієї плати загальнодоступними.
П'ятдесят альфа-моделей плати було надано в серпні 2011 року. Ці плати функціонально ідентичні плановій бета- моделі тільки більші (бо мали містити debug headers). Було продемонстровано, що на них працюють робочий стіл LXDE на Debian, Quake 3 в 1080 і відео Full HD H.264 через HDMI.
Адміністратори форуму спільноти Raspberry Pi також відзначили, що розробники XBMC також зацікавлені у розвитку порту XBMC на пристрої Broadcom BCM2835 SoC на основі використання плати Raspberry Pi як еталонної платформи.
Логотип, заснований на Фулерені, створив Пол Бук.

#### Pi Zero

Розташування роз'ємів і основних мікросхем

## Характеристики
|                         | Model A                                                                    | Model B                                                                    |
| ----------------------- | -------------------------------------------------------------------------- | -------------------------------------------------------------------------- |
| Прогнозована ціна:      | US$25 (GBP £16)                                                            | US$35 (GBP £22)                                                            |
| SoC:                    | BCM2835                                                                    | BCM2835                                                                    |
| CPU:                    | 700 MHz ARM                                                                | 700 MHz ARM                                                                |
| GPU:                    | Broadcom VideoCore IV, OpenGL ES 2.0, 1080p30 H.264 high-profile decode    | Broadcom VideoCore IV, OpenGL ES 2.0, 1080p30 H.264 high-profile decode    |
| Пам'ять (SDRAM):        | 256 MB                                                                     | 512 MB                                                                     |
| USB 2.0 порти:          | 1                                                                          | 2 (via integrated hub)                                                     |
| Відео вихід:            | Composite, HDMI                                                            | Composite, HDMI                                                            |
| Аудіо вихід:            | 3.5 mm jack, HDMI                                                          | 3.5 mm jack, HDMI                                                          |
| On-board storage:       | SD/MMC/SDIO memory card slot                                               | SD/MMC/SDIO memory card slot                                               |
| On-board network:       | None                                                                       | 10/100 wired Ethernet                                                      |
| Low-level peripherals:  | Up to 16 GPIO pins, SPI, I²C, UART                                         | Up to 16 GPIO pins, SPI, I²C, UART                                         |
| Real-time clock:        | None                                                                       | None                                                                       |
| Властивості живлення:   | 500mA, (2.5 W)                                                             | 700mA, (3.5 W)                                                             |
| Джерело живлення:       | 5V micro USB                                                               | 5V micro USB                                                               |
| Програмне забезпечення: | Debian GNU/Linux, Fedora, Arch Linux                                       | Debian GNU/Linux, Fedora, Arch Linux                                       |
| Підтримуване ПЗ:        | Other FLOSS software (Iceweasel, KOffice, Python), RISC OS (shared source) | Other FLOSS software (Iceweasel, KOffice, Python), RISC OS (shared source) |

### Роз'єми
| - Розташування роз'ємів і основних мікросхем | - Розташування роз'ємів і основних мікросхем на Raspberry Pi 1 Модель A - Розташування роз'ємів і основних мікросхем на Raspberry Pi 1 Модель A версія 1.1 | - Розташування роз'ємів і основних мікросхем на Raspberry Pi 1 Модель, версія 1.2 - Розташування роз'ємів і основних мікросхем на Raspberry Pi 1 Модель B + версії 1.2 і Raspberry Pi 2 - Розташування роз'ємів і основних мікросхем на Raspberry Pi 3 |  |

#### Model A/A+

Розташування роз'ємів і основних мікросхем на Raspberry Pi 1 Модель A
Розташування роз'ємів і основних мікросхем на Raspberry Pi 1 Модель A версія 1.1

#### Model B/B+

Розташування роз'ємів і основних мікросхем на Raspberry Pi 1 Модель, версія 1.2
Розташування роз'ємів і основних мікросхем на Raspberry Pi 1 Модель B + версії 1.2 і Raspberry Pi 2
Розташування роз'ємів і основних мікросхем на Raspberry Pi 3